# Santa Catarina Loxicha
Santa Catarina Loxicha è un comune del Messico, situato nello stato di Oaxaca.